# NGC 4286
NGC 4286 est une galaxie lenticulaire naine relativement rapprochée et située dans la constellation de la Chevelure de Bérénice. NGC 4286 a été découverte par l'astronome germano-britannique William Herschel en 1785. Cette galaxie a aussi été observée par l'astronome allemand Max Wolf le 23 mars 1903 et elle a été inscrite à l'Index Catalogue sous la cote IC 3181.

## Caractéristiques
Sa vitesse par rapport au fond diffus cosmologique est de 921 ± 21 km/s, ce qui correspond à une distance de Hubble de 13,6 ± 1,0 Mpc (∼44,4 millions d'al).

### Morphologie
Des données optiques et radio pour la galaxie naine NGC 4286 montrent qu'elle a une morphologie mixte entre une galaxie Im où naissent des étoiles et une galaxie dS0 pauvre en gaz. On pense que cette galaxie était originellement une galaxie irrégulière magellanique qui a évolué vers une galaxie lenticulaire naine,.